# Cantonul Pézenas
Cantonul Pézenas este un canton din arondismentul Béziers, departamentul Hérault, regiunea Languedoc-Roussillon, Franța.

## Comune
- Caux
- Nézignan-l'Évêque
- Pézenas (reședință)
- Saint-Thibéry
- Tourbes